# كامبيوم فليني

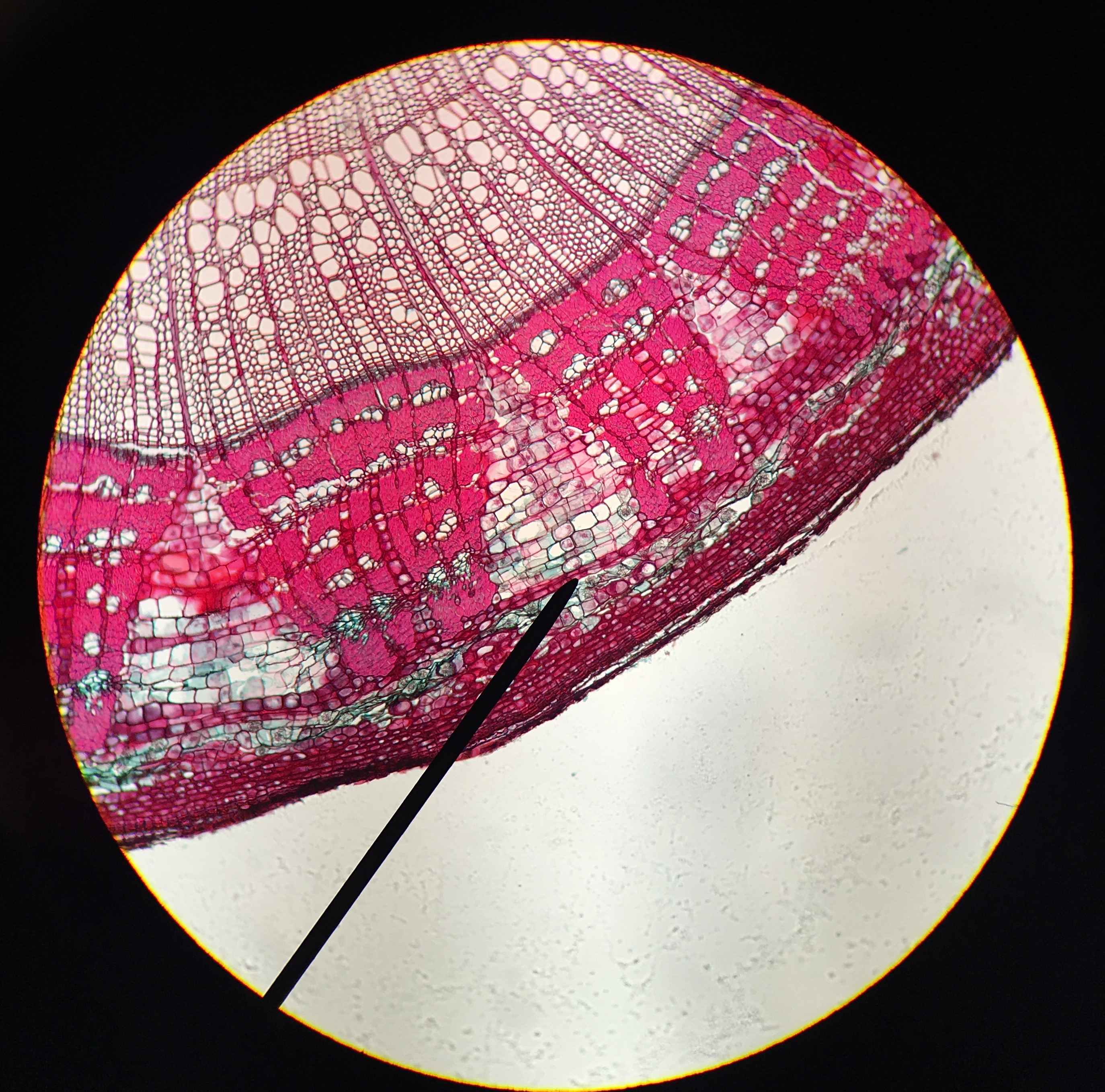
الكَمبيوم الفليني للجذع الخشبي (زيزفون). وتختلف عن الكَمبيوم الوعائي الرئيسي، وهو يفصل بين الخشب من الداخل واللحاء الأحمر خارجها.

الكَمبيوم الفليني أو النّجبٍ أو مولد النجّب هو نسيج موجود في العديد من النباتات الوعائية كجزء من البشرة. الكَمبيوم الفليني يكون جانب النسيج الإنشائي وهو المسؤول عن النمو الثانوي الذي يحل محل البشرة في الجذور و السيقان. توجد في الغابات والعديد من ثنائيات الفلقة العشبية وعاريات البذور وبعض أحاديات الفلقة. وتكون سلسلة من الأنسجة التي تتكون من خلايا القرص الجنيني (متباينة بشكل غير كامل) التي ينمو النبات منها. وتعتبر واحدة من طبقات اللحاء، تتمثل وظيفة الكَمبيوم الفليني في إنتاج الفلين، وهو مادة واقية صلبة. يعتبر الطبقة المولدة للفلين والأدمة الفلينية.

## الأهمية الاقتصادية

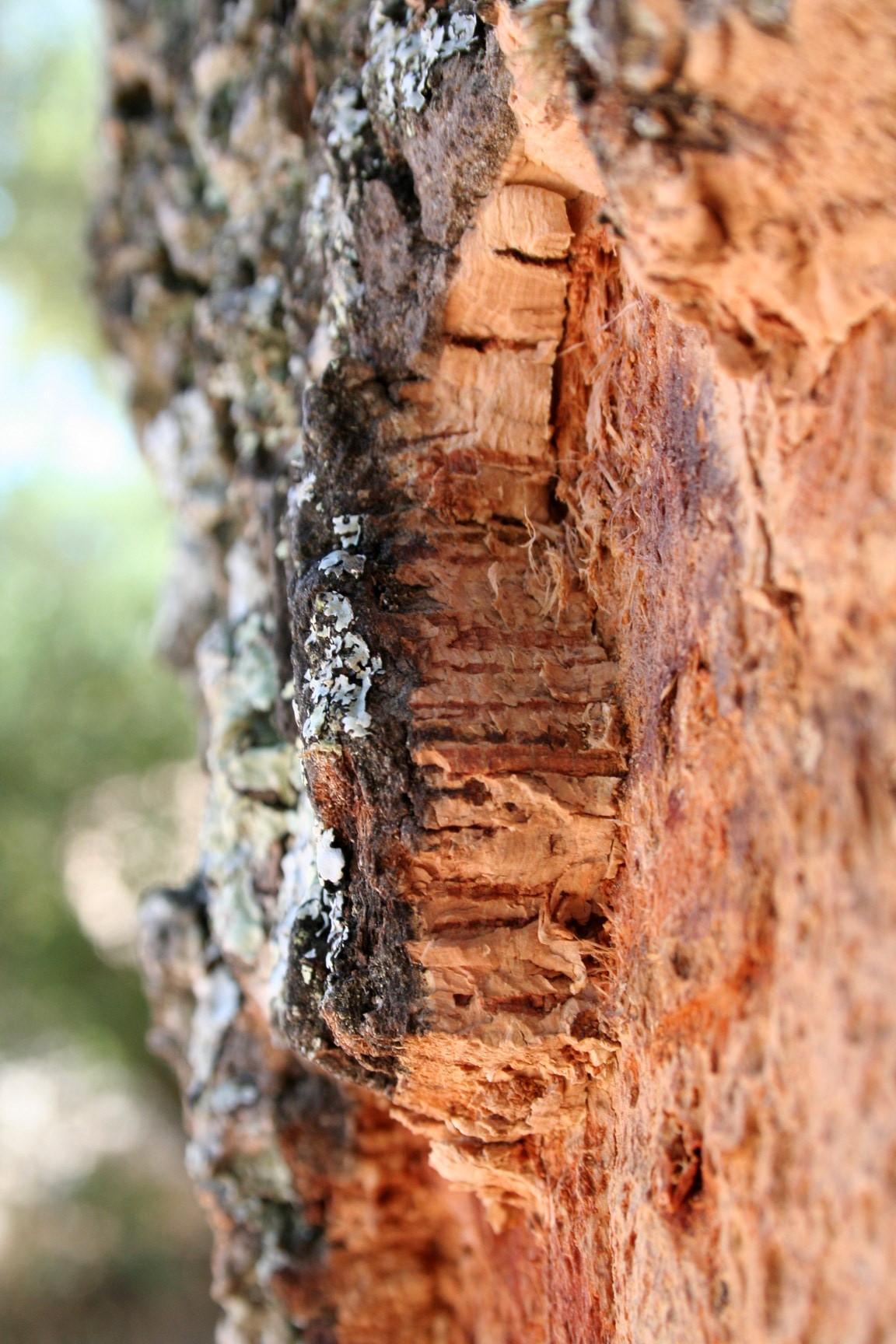
سنديان فليني في البرتغال

الفلين التجاري مشتق من لحاء السنديان الفليني. ويستخدم في العديد من الاستخدامات بما في ذلك سدادات زجاجات النبيذ، ولوحات الإعلانات، والوقايات، والأرضيات، ومقابض قضبان الصيد ومضارب التنس، إلخ. وهي أيضاً مادة عالية القدرة من حيث القوة إلى الوزن.